# Evert Johan van Neukirchen genaamd Nyvenheim

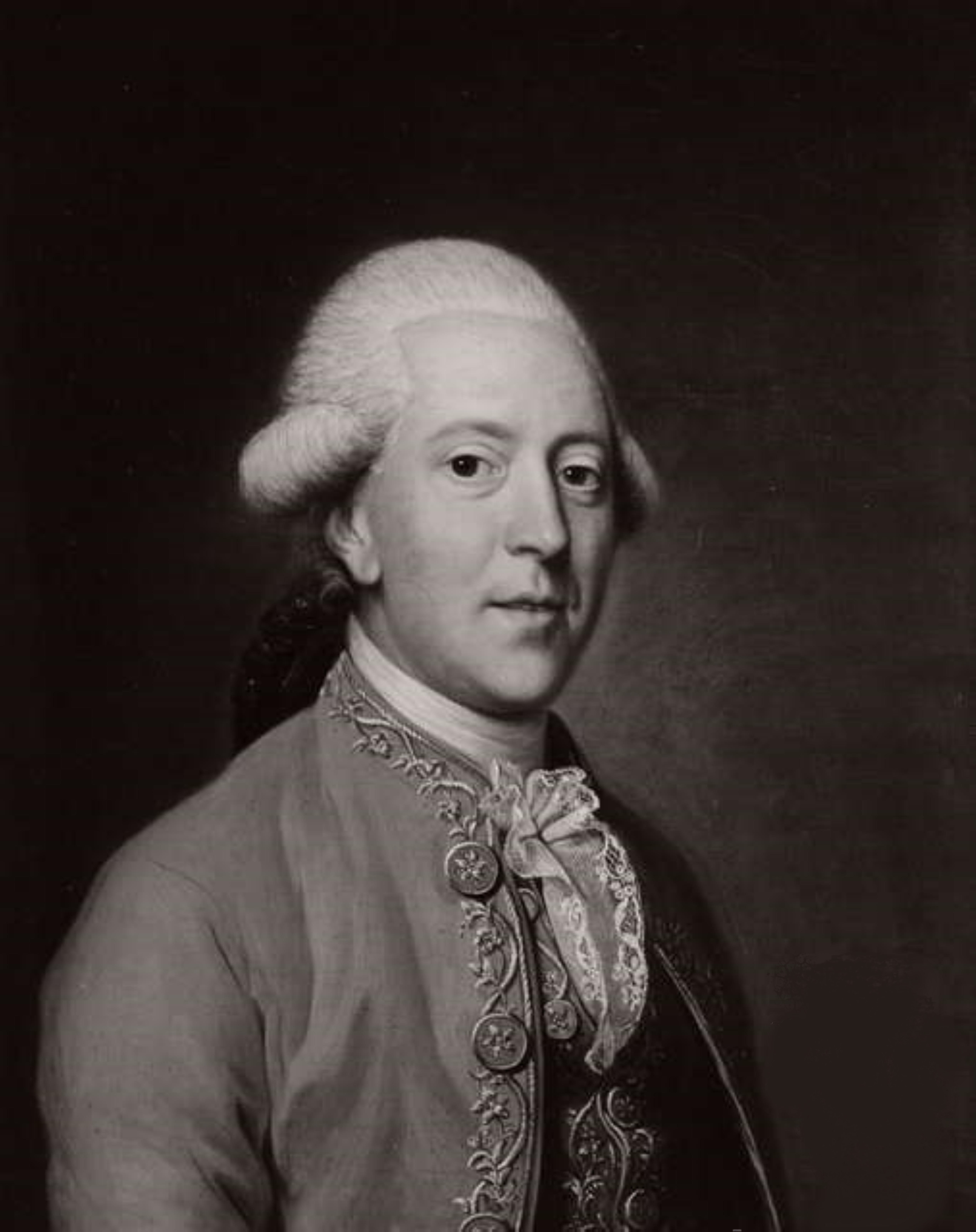
Evert Johan van Neukirchen genaamd Nyvenheim

Evert Johan van Neukirchen genaamd Nyvenheim (Tiel, 5 april 1736 – Wiel, 17 juli 1812), heer van Eck en Wiel (door koop in 1771), Wadenoijen (1787-1789) en de Voorst, was een Nederlands resident van Cheribon en ambtsjonker en heemraad van de Nederbetuwe. 

## Familie
Nyvenheim was lid van het geslacht Van Neukirchen genaamd Nyvenheim en een zoon van Johann Gijsbert Ludolf Adriaan van Neukirchen genaamd Nyvenheim, heer van Driesberg, Kessel en Mook, heer van de Musschenberg (1705-1792) en Seyna Margaretha van Wijhe, vrouwe van Eck en Wiel (1714-1787).
Hij trouwde op 3 juli 1768 te Batavia met Geertruida Margaretha Mom (1753-1773), dochter van Gerrit Mom, heer van Maurik en Groenestein en van Ida Constantia Comans. Hij hertrouwde op 10 februari 1778 te Arnhem met Frederika Christina Henriette Bentinck (1753-1822), dochter van Goossen Geurt Bentinck, heer van Aller, den Brieler en Berencamp en van Wilhelmina Jeanne van Reede.

## Loopbaan
Nyvenheim vertrok naar Nederlands-Indië en werd daar resident van Cheribon waar hij een fortuin maakte. Op 13 december 1771 kocht hij de heerlijkheid Eck en Wiel van zijn moeder voor 60.000,- gulden. Deze heerlijkheid kwam uit de familie van zijn moeder.
In 1772 keerde Nyvenheim terug uit Nederlands-Indië en werd geadmitteerd in de ridderschap van Nijmegen op 25 oktober 1777. Ook werd hij ambtsjonker en heemraad van de Nederbetuwe. Doordat hij net als zijn vader een patriot was werd hij uit de ridderschap ontslagen. Na 1795 was hij schepen van de Nederbetuwe.

## Het Wielse veer
De heerlijkheid Eck en Wiel bestond uit de voormalige dorpen 'Eck' en 'Wiel'. Bij de aankoop van de heerlijkheid Eck en Wiel in 1771, werd Nyvenheim hiermee eigenaar van het veerrecht te Wiel.
Rond 1800 bewerkstelligden de pachters van het Ingensche Veer, Gerrit van Westrhenen en Judith de Leeuw, een vergunning voor de aanleg van een pontveer tussen het nabijgelegen Gelderse Ingen en het Utrechtse Elst. Vanaf 1487 was hier al sprake van een voetveer.
Evert Johan van Neukirchen genaamd Nyvenheim achtte dit in strijd met zijn rechten op het nabijgelegen veer te Wiel, ging een alliantie aan met de stad Rhenen en daagde Gerrit van Westrhenen op 24 december 1804 voor het Hof van Gelderland. Hij eiste dat het Ingense veer weer teruggebracht zou worden tot de status van voetveer en wilde op deze manier zijn monopolie op de overtocht in de omgeving behouden. Dit duurde voort tot 1809, in dat jaar werd de kwestie door het Hof van Gelderland voorgelegd aan de minister van Buitenlandse Zaken, Willem Frederik Röell.
In 1809 overleed Van Westrhenen en in 1812 overleed Nyvenheim. Beide weduwes hebben het proces voortgezet en uiteindelijk verloor de douarière Nyvenheim in 1821. In 1839 verkoopt kleinzoon, Willem Gustaaf Frederik baron van Neukirchen genaamd Nyvenheim (1814-1894) de heerlijkheid Eck en Wiel aan George Godard Henry graaf van Reede, heer van onder andere Amerongen (1820-1843) en tevens achtste Graaf van Athlone. Wanneer hij in 1843 komt te overlijden gaat het goed over naar zijn zus Elisabeth Maria gravin van Reede, vrouwe van Amerongen, enz. (tot 1879) (1821-1897). De heerlijke rechten waren inmiddels grotendeels opgegaan in de gemeente Maurik (*1811), zo ook het veerrecht. In 1879 gaat Amerongen over naar Godard John Charles George graaf van Aldenburg Bentinck. De veerconcessiën (het veerrecht) zijn in eigendom van de domeinen die ze in erfpacht heeft gegeven aan de familie Bentinck. De familie Bentinck verpacht de rechten op haar beurt weer aan de familie Van de Pol.